# Bebé
Bebé (português europeu) ou bebê (português brasileiro), também designado por lactente, é a denominação clínica usada em Pediatria dada a todas as crianças desde o 28º dia após o nascimento até atingirem os 24 meses de idade. Até aos 28 dias de vida tem a designação de recém-nascido e a partir dos 2 anos a designação é de criança. O termo aplica-se a bebés prematuros, a termo e pós-termo. Outras terminologias são: infante (criança que não fala), infante novo-nascido, neonato, recém-nato e nenê/neném.

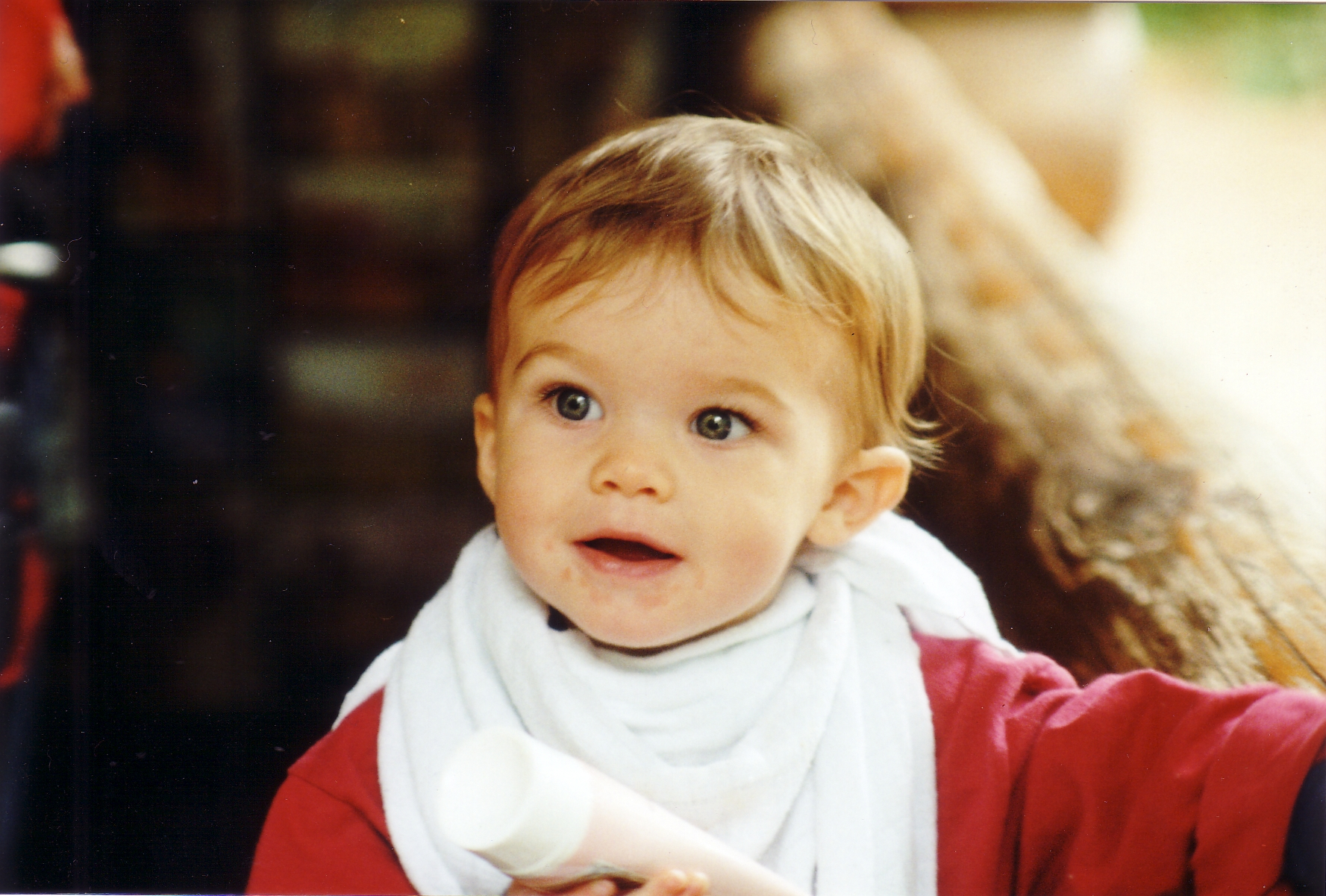
Um bebê.

Os bebés nascidos antes das 37 semanas de gestação são chamados "prematuros", aqueles nascidos entre as 39 e as 40 semanas são considerados "a termo", aqueles nascidos até às 41 semanas são considerados "a termo tardio" e qualquer bebé que passe das 42 semanas é considerado "pós-termo".
A proporção entre cabeça e tronco em bebés é de aproximadamente um para quatro, enquanto em adultos é de um para oito. Este tipo de crescimento, que envolve uma mudança de proporção, é denominado crescimento alométrico. A avaliação da relação entre altura e peso corporal baseia-se em valores que levam em conta os chamados percentis, mas também leva em consideração outros fatores. O curso da curva de crescimento individual é de particular importância aqui.
O período entre a concepção e o segundo ano de idade é particularmente importante para o desenvolvimento ao longo de toda a vida, pois é o momento em que são lançadas as bases fundamentais para a saúde, o crescimento e o desenvolvimento neuronal.

## Parto a termo
A designação "parto a termo" é usada pela Organização Mundial de Saúde para designar toda criança nascida viva entre as 37 e as 41 semanas e seis dias de gestação (aproximadamente entre 259 a 293 dias), por oposição a ideia de pré-maturo.

## Sono do bebê

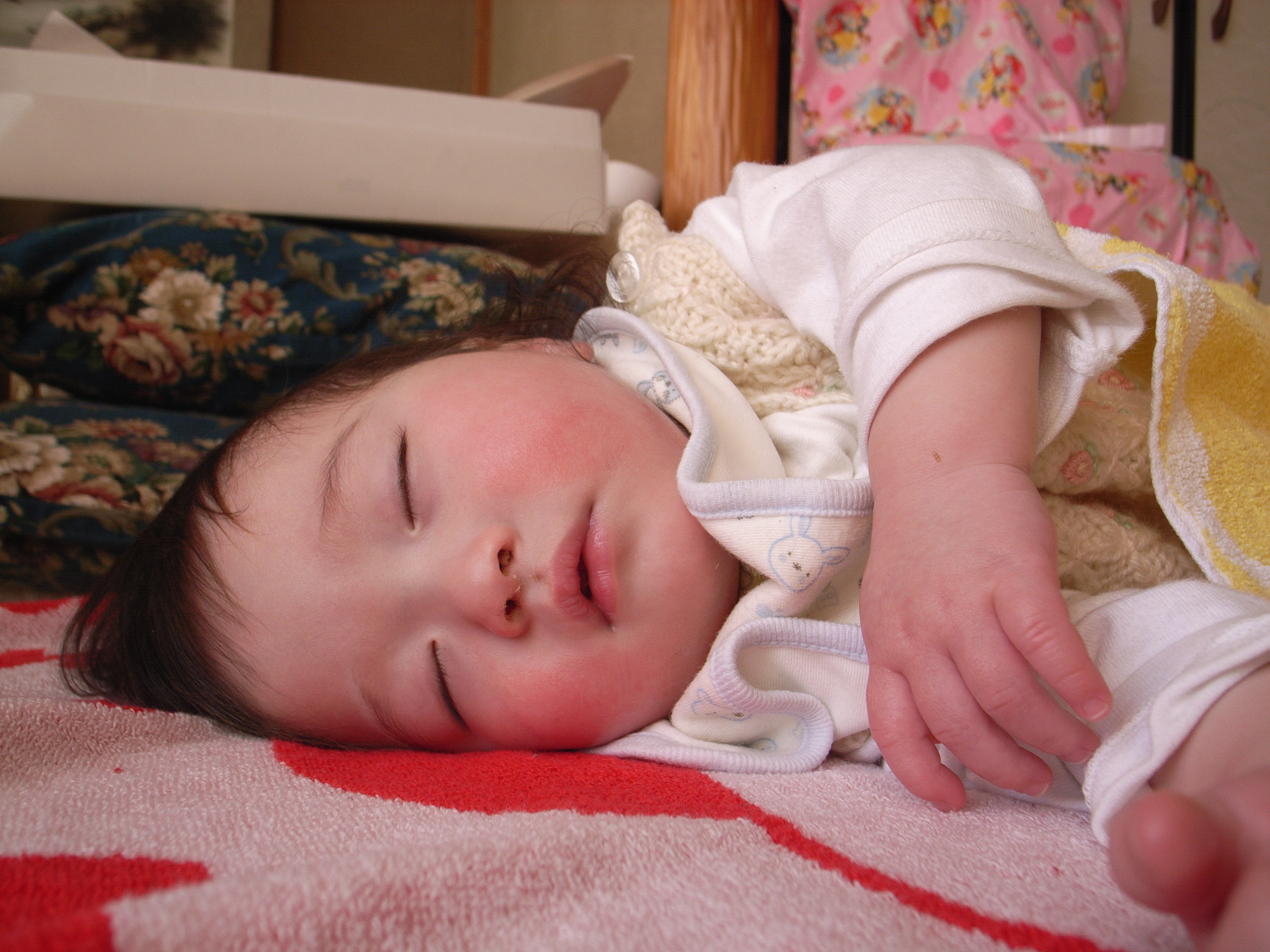
Um bebê dormindo.

De acordo com a idade, o sono do bebê. ao longo dos meses tende a variar. A necessidade de horas de sono varia de organismo para organismo. Segue uma média básica das horas de sono necessárias:
Bebê com 1 semana:
- 8h de dia e 8h15 à noite. Total: 16h15;

Bebê com 1 mês:
- 7h de dia e 8h30 à noite. Total: 15h30;

Bebê com 3 meses:
- 5h de dia e 10h à noite. Total: 15h;

Bebê com 6 meses:
- 4h15 de dia e 11h à noite. Total: 15h15;

Bebê com 9 meses:
- 3-4h de dia e 11h à noite. Total: 15h;

Bebê com 12 meses:
- 3-4h de dia e 11h15 à noite. Total: 15h;

Bebê com 18 meses:
- 2h15 de dia e 11h15 à noite. Total: 13h30;

## Cuidados do bebé

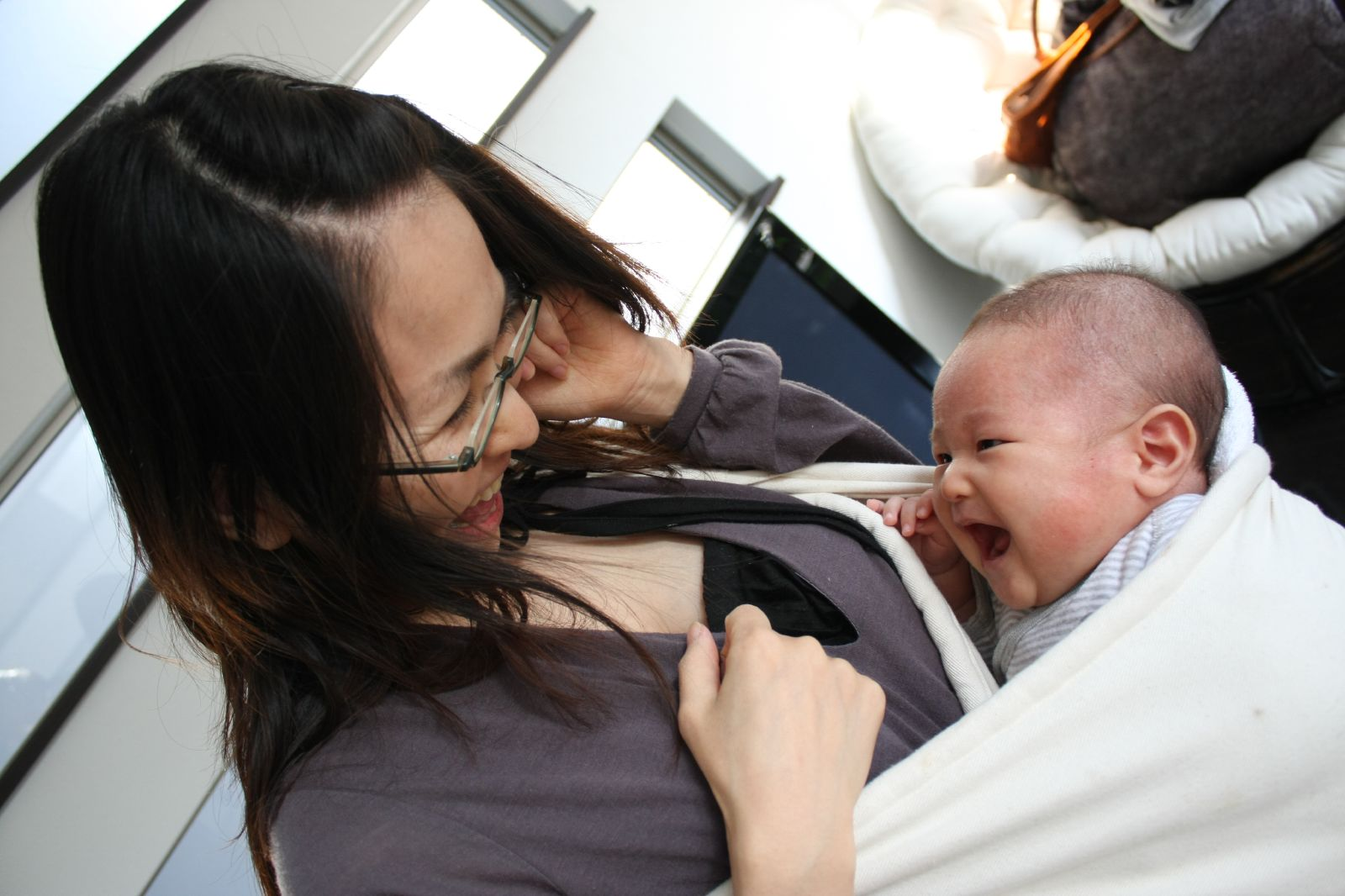
Um bebê rindo para a mãe.

A qualidade da relação dos cuidadores e as formas de interação que podem ser aprendidas são de extrema importância para o desenvolvimento psicossocial e a formação de competências socioculturais. No primeiro ano de vida, é importante que o bebé seja bem alimentado, aquecido, vestido, protegido e trocado. Além do correcto cuidado íntimo recebido, o relacionamento próximo e contínuo de pessoas atenciosas e de confiança é essencial para o seu bem-estar e desenvolvimento. O cuidador principal geralmente é a mãe, mas o pai também pode acompanhar o filho durante as fases do sono e dar-lhe atenção ou oferecer comunicação durante as fases de vigília. Responder prontamente aos sinais do bebé só é possível para um cuidador que esteja disponível para fazê-lo e em contato constante. A interpretação destes sinais é geralmente intuitiva; à medida que conhecimento mútuo aumenta, os sinais mais subtis da sensibilidade para com o bebé emergem à medida que a compreensão se intensifica. O contato físico é mais importante para a comunicação; nas primeiras horas após o parto, o contacto entre a pele da mãe e do bebé diminui o choro, melhora a interação mãe-filho e ajuda a mãe a conseguir amamentar. Esse contacto pele a pele nos primeiros dias é importante para desenvolver uma boa adaptação ao meio extra-uterino; o contato posterior pode ser mantido através do olhar e sons.

## Desenvolvimento
| Idade (meses) | Peso ideal (kg) | Estatura ideal (cm) |
| ------------- | --------------- | ------------------- |
| Ao nacer      | 3,2             | 49,9                |
| 1             | 4,5             | 54,7                |
| 2             | 5,6             | 58,4                |
| 3             | 6,4             | 61,4                |
| 4             | 7,0             | 63,9                |
| 5             | 7,5             | 65,9                |
| 6             | 7,9             | 67,6                |
| 7             | 8,3             | 69,2                |
| 8             | 8,6             | 70,6                |
| 9             | 8,9             | 72,0                |
| 10            | 9,2             | 73,3                |
| 11            | 9,4             | 74,5                |
| 12            | 9,6             | 75,7                |

| Idade (meses) | Peso ideal (kg) | Estatura ideal (cm) |
| ------------- | --------------- | ------------------- |
| Ao nascer     | 3,1             | 49,1                |
| 1             | 4,2             | 53,7                |
| 2             | 5,1             | 57,1                |
| 3             | 5,8             | 59,8                |
| 4             | 6,4             | 62,1                |
| 5             | 6,9             | 64,0                |
| 6             | 7,3             | 65,7                |
| 7             | 7,6             | 67,3                |
| 8             | 7,9             | 68,7                |
| 9             | 8,2             | 70,1                |
| 10            | 8,5             | 71,5                |
| 11            | 8,7             | 72,8                |
| 12            | 8,9             | 74,0                |

- Período de recém-nascido

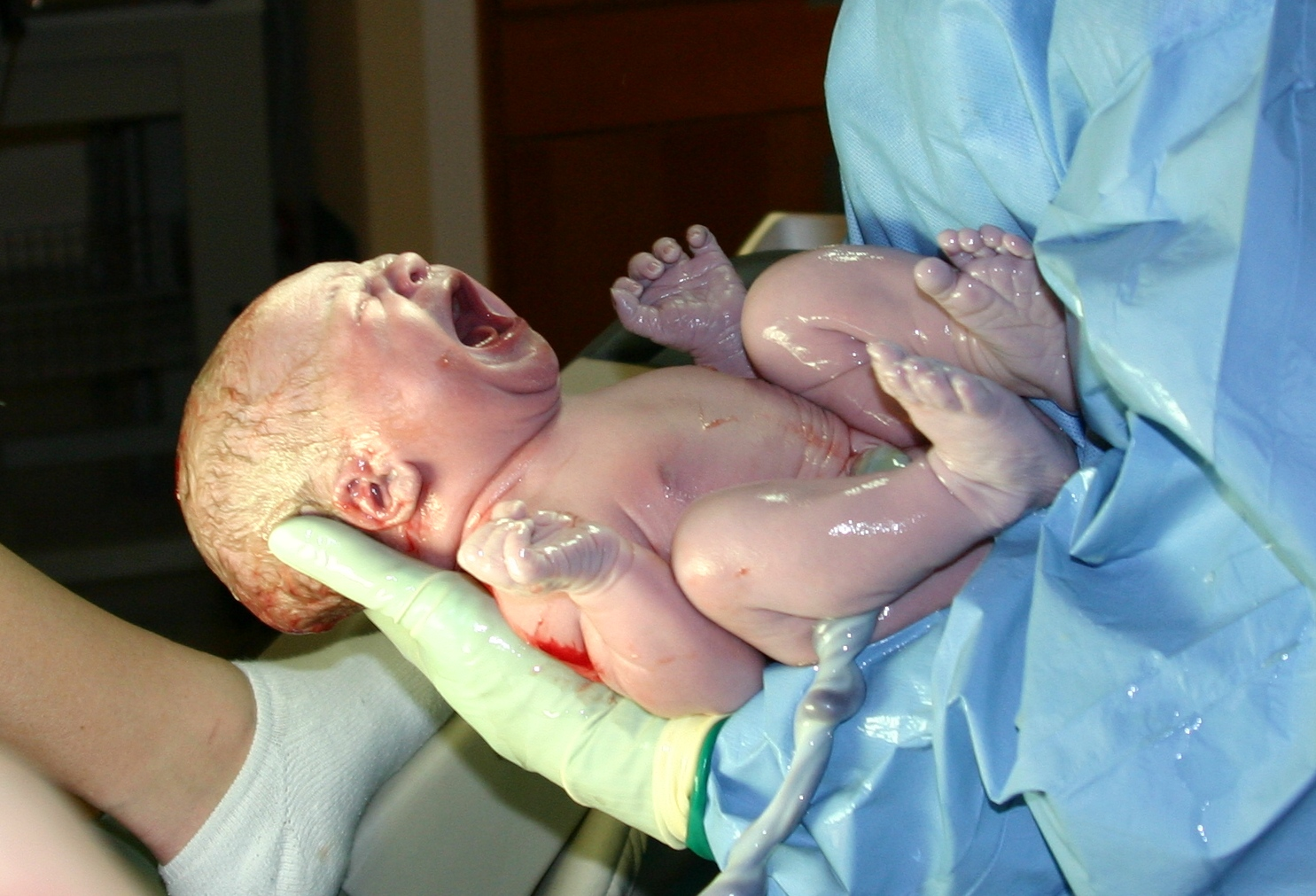
Recém-nascido ainda com o cordão umbilical.

  - Nesta fase a criança produz movimentos descoordenados
  - Sobressaltos repentínos e tremores devido ao pouco desenvolvimento do sistema nervoso
  - Quando chora sacode o corpo todo e move todos os membros
  - Algumas partes do seu corpo ainda se apresentam com estrutura cartilaginosa, Com o passar do tempo seus ossos vão se fortalecendo e isso irá se estabelecer na sua vida até que ele atinja finalmente a fase adulta!
  - O bebê assim que nasce chega a ter 270 ossos em todo corpo e esse número cai para 206 até a fase adulta. – isso porque alguns deles acabam sofrendo uma fusão para formar uma estrutura única.
- De 2 a 3 meses
  - Move a cabeça para visualização do exterior
  - Sorri quando balbuciado
  - Emite sons
  - As primeiras lágrimas surgem
  - Inicio da vacinação
- Aos seis meses
  - Movimenta a mão para pegar objetos
  - Começa a reconhecer a mãe
  - Começa a distinção entre rostos familiares e desconhecidos
  - Brinca com as mãos
  - Rola de um lado para o outro com facilidade
  - Início da dentição
  - Iniciação da alimentação sólida
- Dos 7 aos 8 meses
  - Consegue se sentar sem apoio
  - Movimenta objetos de uma mão para a outra
  - Começa a engatinhar
  - Consegue enxergar com clareza e profundidade
- Aos 10 meses
  - Primeiros movimentos bípede
  - Se mantém em pé com apoio, mas não consegue se sentar
  - Formata fonologicamente as primeiras palavras
  - Arremessa objetos
  - Sua personalidade começa a se formar
- Aos 12 meses
  - Dá seus primeiros passos independente, melhora na inteligência motora e já consegue se levantar sozinho.

## Número de ossos
Bebés possuem, ao nascer, cerca de 300 ossos, enquanto um adulto possui apenas cerca de 206. Isso ocorre porque, ao longo da vida, alguns ossos vão fundindo-se com outros.

## Reprodução do corpo dos bebés
Nos últimos anos, surgiu uma onda de bebês reborn, os quais constituem-se de um bebê artificial. Tratam-se de bonecos, com o formato que lembra muito bem os traços de uma criança real.